# Ficedula disposita
Ficedula disposita là một loài chim trong họ Muscicapidae.